# Diapontia
Genre
Diapontia est un genre d'araignées aranéomorphes de la famille des Lycosidae.

## Distribution
Les espèces de ce genre se rencontrent en Amérique du Sud.

## Liste des espèces
Selon World Spider Catalog (version 18.5, 01/01/2018) :
- Diapontia anfibia (Zapfe-Mann, 1979)
- Diapontia arapensis (Strand, 1908)
- Diapontia calama Piacentini, Scioscia, Carbajal, Ott, Brescovit & Ramírez, 2017
- Diapontia chamberlini Piacentini, Scioscia, Carbajal, Ott, Brescovit & Ramírez, 2017
- Diapontia niveovittata Mello-Leitão, 1945
- Diapontia oxapampa Piacentini, Scioscia, Carbajal, Ott, Brescovit & Ramírez, 2017
- Diapontia securifera (Tullgren, 1905)
- Diapontia songotal Piacentini, Scioscia, Carbajal, Ott, Brescovit & Ramírez, 2017
- Diapontia uruguayensis Keyserling, 1877

## Publication originale
- Keyserling, 1877 "1876" : Ueber amerikanische Spinnenarten der Unterordnung Citigradae. Verhandlungen der kaiserlich-königlichen zoologisch-botanischen Gesellschaft in Wien, vol. 26, p. 609-708 (texte intégral).